# Zork I: The Great Underground Empire
Zork: The Great Underground Empire — Part I, позже известная как Zork I — компьютерная игра в жанре interactive fiction, написанная Марком Бланком, Дэйвом Леблингом, Брюсом Дэниэлсом и Тимом Андерсоном и опубликованная Infocom в 1980 году. Игра стала первой в популярной трилогии Zork и была выпущена для большого числа компьютерных систем. Это была первая игра Infocom. К 1986 году было продано 378 987 копий игры.

## Сюжет
Действие игры происходит в 948 GUE-году календаря Zork (хотя течение времени не сказывается на игровом процессе). Игрок принимает намеренно расплывчатую роль «искателя приключений». Игра начинается возле белого дома в маленькой, самодостаточной области. Несмотря на то, что игроку практически не даётся указаний по поводу дальнейших действий, в доме есть очевидно интересные места.
Когда игрок входит в дом, он получает ряд интригующих объектов: старую латунную лампу, пустой кофр для трофеев, меч с тонкой гравировкой и т. д. Под ковриком располагается люк, ведущий вниз, в темный подвал. То, что изначально кажется подвалом, на самом деле является одним из нескольких входов в огромные подземелья — Великую подземную империю. Вскоре игрок сталкивается с опасными существами, в том числе смертельно опасным груем, размахивающим топором троллем, гигантским циклопом и вором с лёгкими пальцами.
Конечной целью Zork I является получение 20 сокровищ Zork и помещение их в кофр для трофеев. Поиск сокровищ требует решения различных головоломок, например, прохождения по двум сложным лабиринтам.
Помещение всех сокровищ в кофр приносит игроку 350 очков и звание «Искусный искатель приключений» (англ. Master Adventurer). После этого в кофре магическим образом появляется древняя карта с дальнейшими инструкциями. Эти инструкции приводят в каменный курган. Со входом в курган оканчивается Zork I и начинается Zork II.

## Релизы
Оригинальная версия Zork I была издана компанией Personal Software и называлась просто Zork. Она распространялась в прозрачных пластиковых пакетах, содержащих только диск с игрой и 36-страничный буклет. Первая версия Zork, изданная Infocom, была выпущена в так называемом формате «фолио», включавшим лишь один лист бумаги, на котором описывалось, как запустить игру. Традиционные для Infocom «feelies» появились только при переиздании в формате «grey box».